# Diplusodon buxifolius
Diplusodon buxifolius är en fackelblomsväxtart som först beskrevs av Adelbert von Chamisso och Schlecht., och fick sitt nu gällande namn av Dc.. Diplusodon buxifolius ingår i släktet Diplusodon och familjen fackelblomsväxter. Inga underarter finns listade i Catalogue of Life.